# Buenia jeffreysii
Buenia jeffreysii és una espècie de peix de la família dels gòbids i de l'ordre dels perciformes.

## Morfologia
- Els mascles poden assolir 6 cm de longitud total.
- Nombre de vèrtebres: 30.[4][5]

## Reproducció
Els ous presenten forma de pera.

## Depredadors
A Noruega és depredat per Gadus morhua, Melanogrammus aeglefinus i Trisopterus minutus.

## Hàbitat
És un peix marí i de clima temperat que viu entre 5-330 m de fondària.

## Distribució geogràfica
Es troba a l'Atlàntic oriental (Dinamarca, França, Islàndia, Irlanda, l'Illa de Man, Noruega, Suècia i el Regne Unit) i la Mediterrània occidental (Banyuls de la Marenda, Catalunya del Nord).

## Observacions
És inofensiu per als humans.